# Primula macrocarpa
Primula macrocarpa är en viveväxtart som beskrevs av Carl Maximowicz. Primula macrocarpa ingår i släktet vivor, och familjen viveväxter. Inga underarter finns listade i Catalogue of Life.